# Бендорф (Мансфельд)
Бендорф (нем. Benndorf) — община в Германии, в земле Саксония-Анхальт.
Входит в состав района Мансфельд. Подчиняется управлению Мансфельдер Грунд-Хельбра. Население составляет 2251 человек (на 31 декабря 2010 года). Занимает площадь 5,77 км².